# هاتون اوکرو (پاسکو)
هاتون اوکرو (به اسپانیایی: Hatun Ukru) یک کوه در پرو است که در Peru, Pasco Region واقع شده‌است. هاتون اوکرو ۴٬۶۵۰ متر بالاتر از سطح دریا واقع شده‌است.